# Cnemaspis wicksi
Cnemaspis wicksi là một loài thằn lằn trong họ Gekkonidae. Loài này được Stoliczka mô tả khoa học đầu tiên năm 1873.